# Peters-Gletscher
Der Peters-Gletscher ist ein 32 km langer Talgletscher im Denali-Nationalpark an der Nordwestflanke der Alaskakette in Alaska (USA). Der Gletscher wurde nach William John Peters (1864–1942), ein Topograf des U.S. Geological Survey (USGS), benannt.

## Geografie
Der durchschnittlich einen Kilometer breite Gletscher hat sein Nährgebiet an der Nordflanke des Kahiltna Dome auf einer Höhe von etwa 2900 m. Von dort strömt er in nordöstlicher Richtung entlang der Nordflanke des Denali-Nordgipfels, der so genannten Wickersham Wall. Nördlich des Gletschers erhebt sich der 3231 m hohe Peters Dome. Der Jeffery-Gletscher mündet rechtsseitig in den Peters-Gletscher. Auf den letzten 12 km wendet sich der Peters-Gletscher nach Norden. Er speist den Muddy River, einen 15 km langen linken Nebenfluss des McKinley River. 